# Følelsesmæssig intelligens
Følelsesmæssig intelligens refererer til en persons evne til at identificere og håndtere egne og andres følelser. EQ (af engelsk: emotional quotient) henviser til en persons placering på en skala for følelsesmæssig intelligens, og har forbillede i den klassiske IQ-skala, men skal ikke forveksles med denne (klassisk intelligenstestning vedrører udelukkende rent kognitive evner). Begrebet følelsesmæssig intelligens blev populariseret i 1995 af psykologen Daniel Goleman i bestselleren Emotional Intelligence: Why It Can Matter More Than IQ (dansk titel: Følelsernes intelligens, 2005), og har siden vundet stor udbredelse og fundet anvendelse i mange sammenhænge.

## Fodnoter
1. ↑  Goleman, Daniel. Følelsernes intelligens, 1.udg., Borgen, 2005. ISBN 978-87-21-00513-9.

| Psi | Spire Denne artikel om psykologi er en spire som bør udbygges. Du er velkommen til at hjælpe Wikipedia ved at udvide den. |